# Майнпури (округ)
Майнпури (англ. Mainpuri) — округ в индийском штате Уттар-Прадеш. Административный центр — город Майнпури. Площадь округа — 2760 км². По данным всеиндийской переписи 2001 года население округа составляло 1 596 718 человек. Уровень грамотности взрослого населения составлял 65,09 %, что выше среднеиндийского уровня (59,5 %).

## Демография
По данным переписи населения 2011 года, население округа Майнпури составляет 1 868 529 человек, что примерно равно населению Косово или американского штата Западная Виргиния. Это дает городу рейтинг 255-го места в Индии (из общего числа 640).
Плотность населения района составляет 670 человек на квадратный километр (1700 человек на квадратный километр). Темпы прироста населения Майнпури за десятилетие 2001—2011 годов составили 15,69 %.
На момент переписи 2011 года в Индии, 99,63% населения округа говорили на хинди как на своем родном языке.
В Майнпури 35% избирателей из 12,3 Лаха - Ядавы. А раджпуты составляют 26% В Майнпури, другие доминирующие касты - это Шакья, Брахманы и СКС .

## Культура
Этнический город Майнпури в разные периоды времени находился под властью Великих моголов, маратхов, афганцев и навабов. Среди них большое влияние на культуру города оказали моголы и навабы. Под их властью процветали музыка, танцы, архитектура, искусство и ремесла. Основными общинами в городе были индуисты, мусульмане, джайны, буддисты, христиане и сикхи.
Праздники — это спасательный круг для города, который создает единство между людьми разных каст и религий.
Люди обычно не употребляют невегетарианскую пищу по четвергам.
Фестивали Шивагири Мутт — это буйство красок и духовное выражение. Эти фестивали, которые длятся целыми днями, привлекают тысячи местных жителей и туристов. По вторникам в городе царит оживленная атмосфера, так как он празднует День Рождения Господа Ханумана. Преданные стекаются в местные храмы, чтобы вознести молитвы, Также туристы должны посещать храмы в эти дни, если они хотят увидеть как город оживает.
Знаменитая городская ярмарка проводится в храме Шитла Деви в марте или апреле, потому что девять дней поклонения различным аватарам богини Дурги, то есть Чайтра Навратри, происходят в эти месяцы. В течение этих девяти дней многие местные жители также соблюдают пост, где они едят только фрукты. А мужчины даже не бреют бороды и усы.
1. Языки в Майнпури: К 1971 году в округе существовало около двух десятков языков. В настоящее время примерно 97 % людей говорят на хинди, 2 % — на урду, а остальные 1 % — на других языках, таких как бенгальский, Синдхи, Панджаби, английский и многие другие[7].
2. Искусство в Майнпури: В округе особо распространены художественные и ремесленные изделия, такие как деревянные скульптуры, изделия из стекла, керамика, ковры, вышивка Чикан. Это некоторые из известных торговых продуктов, которые изображают богатые традиции и культуру Майнпури. Большинство видов искусства и ремесел округа изображают могольские узоры. Хиндустани, Газель и Кауввали — это традиционная музыка, которой наслаждаются жители Майнпури. Классическая танцевальная форма «катхак» и народный танец «Чарукала» символизируют богатое культурное наследие города и его государства.
3. Примечательные храмы: В Майнпури есть несколько очень старых и популярных индуистских храмов. К ним относится храм Шитла Деви, где каждый год в марте-апреле в течение 20 дней проводится сельская выставка-ярмарка.  В  "Фалахари ашраме", расположенном на дороге Джйоти-Деви, есть очень редкая статуя богини Дурги с 18 руками.
4. Ярмарки: Культурные, религиозные и торговые ярмарки очень популярны в Майнпури. Они привлекают большое количество посетителей и туристов из самого округа. Ярмарки также распространены во время фестивальных сезонов.

## География
Майнпури представляет обширную равнину, прерываемую только холмистыми песчаными хребтами на западной границе. Река Кали-Нади образует границу этой равнины на севере и северо-востоке, а Ямуна окружает ее на юго-западе. Обе эти реки текут на юго-восток.